# Соледад (Калифорнија)
Соледад (енгл. Soledad) град је у америчкој савезној држави Калифорнија. По попису становништва из 2010. у њему је живело 25.738 становника.

## Демографија
Према попису становништва из 2010. у граду је живело 25.738 становника, што је 14.475 (128,5%) становника више него 2000. године.
| Група             | 2000.         | 2010.          |
| Белци             | 1.032 (9,2%)  | 3.418 (13,3%)  |
| Афроамериканци    | 129 (1,1%)    | 2.945 (11,4%)  |
| Азијати           | 265 (2,4%)    | 757 (2,9%)     |
| Хиспаноамериканци | 9.779 (86,8%) | 18.308 (71,1%) |
| Укупно            | 11.263        | 25.738         |